# Смитфилд (Охајо)
Смитфилд (енгл. Smithfield) град је у америчкој савезној држави Охајо.

## Демографија
По попису из 2010. године број становника је 869, што је 2 (0,2%) становника више него 2000. године.
| Група             | 2000.       | 2010.       |
| Белци             | 752 (86,7%) | 751 (86,4%) |
| Афроамериканци    | 85 (9,8%)   | 98 (11,3%)  |
| Азијати           | 0 (0,0%)    | 0 (0,0%)    |
| Хиспаноамериканци | 2 (0,2%)    | 10 (1,2%)   |
| Укупно            | 867         | 869         |